# Annaba
Annaba (arabisk: عنّابة) er en by i det nordøstlige Algeriet. Annaba har 257.359 (2008) indbyggere og ligger ved landets kyst til Middelhavet tæt ved grænsen til nabolandet Tunesien. Den er hovedstad i provinsen Annaba.
Under navnet Hippo Regius var byen hovedstad i Numidien under kong Masinissa (2. årh. f.Kr.). Byen var oprindeligt en fønikisk koloni, som senere kom under romerne, vandalerne og byzantinerne. Byen blev ødelagt af araberne 697 e.Kr. og genopført samme sted som den nuværende by.